# Апись (приток Урюка)
Апись (Апес; баш. Әпес) — река в Ишимбайском районе Башкортостана, правый приток реки Урюк. Начинается на восточном склоне горы Апись. Длина — 1,5 км.

## Топонимика
Башкирское Әпес сравнивается с названием родника баш. Әпес ҡойоһо в д. Нижнеманчарово Дюртюлинского района.